# スターリングラード (小惑星)
スターリングラード (2250 Stalingrad) は、小惑星帯の小惑星の一つ。タマラ・スミルノワがクリミア天体物理天文台で発見した。
第二次世界大戦の激戦地であったスターリングラード（現：ヴォルゴグラード）に因んで名付けられた。